# Toto IV
Toto IV — четвёртый студийный альбом американской рок-группы Toto, выпущенный в 1982 году на лейбле Columbia Records.
Пластинке сопутствовал большой коммерческий успех, два сингла из альбома — «Rosanna» и «Africa» — стали хитами. На родине музыкантов, в хит-параде Billboard 200 Toto IV занял 4 место. Альбом получил смешанные отзывы от музыкальных критиков, но в целом, обозревателями был отмечен профессионализм музыкантов и использование самых передовых студийных технологий во время записи пластинки.
Коллектив получил Грэмми в категории «Альбом года», и кроме того, одержал победу в нескольких других номинациях, представленных в рамках премии.
9 августа 1991 года диск был трижды сертифицирован как платиновый Американской ассоциацией звукозаписывающих компаний. Песня «Africa» вошла как саундтрек из сериала «Очень Странные Дела» и компьютерных играх GTA Vice City, Call of Duty: Warzone, Quantum Break и Rock Band 4. Также песня «Make Believe» вошла на радиостанцию «Emotion 98.3» в игре GTA Vice City Stories.

## Об альбоме
После выпуска провального в коммерческом плане и холодно встреченного критиками альбома Turn Back, музыканты поменяли свои творческие ориентиры. Кроме того, на запись пластинки музыканты пригласили вокалиста Тимоти Брюса Шмита и Майка Поркаро, который сыграл на виолончели, и позднее стал басистом в группе, заменив Дэвида Хангейта в 1982 году.
Диск был записан в трёх студиях: Sunset Sound и Record One, расположенных в Лос-Анджелесе, струнные инструменты были записаны в лондонской студии Abbey Road . Все созданные композиции были посвящены любви и романтическим отношениям. 
Первым синглом из альбома была издана «Rosanna», которая достигла 2 позиции в хит-параде Billboard Hot 100. Другой сингл, «Make Believe», не был таким же успешным, как его предшественник, но в США поднялся до 30 строчки. «Africa», изданная третьим синглом, возглавила американский хит-парад, в то время как альбом занял 4 место в Billboard 200. Песни «I Won't Hold You Back» и «Waiting for Your Love» также были изданы синглами. Из всех выпущенных синглов в поддержку альбома только два добились наибольшего успеха — «Rosanna» и «Africa», эти хиты, наравне с «Hold the Line» из дебютной пластинки», считаются наиболее известными в творчестве Toto. Из-за того, что коллектив сделал выводы из прошлых неудач, Toto IV добился невероятного и неожиданного, даже для самих музыкантов, успеха. Альбом стал самым успешным в истории существования группы. По данным журнала People, альбом разошёлся тиражом в 1 миллион экземпляров.
Благодаря успеху этой работы, Toto были номинированы на премию Грэмми в 8 номинациях, и, в 1983 году победили в самых престижных из них, включая «Альбом года», «Лучший дизайн неклассического альбома», «Запись года», «Лучшая инструментальная аранжировка в сопровождении вокалистов», «Лучшая вокальная аранжировка двух или более голосов» за «Rosanna», «Продюсер года».
Этот альбом стал последним для Дэвида Хангейта и вокалиста Бобби Кимболла. Кимболл на 2 года дольше Хангейта продержался в составе Toto, но не смог продолжить свою работу в коллективе из-за проблем с наркотической зависимостью, и в 1984 певец покинул Toto.

## Отзывы критиков
Альбом получил смешанные отзывы от критиков. Рецензент Уильям Рульманн из Allmusic положительно оценил его и поставил 4 с половиной звезды из 5. Как считает обозреватель, этот диск стал решающим для существования коллектива, где Toto оказались на высоте, усердно потрудившись над мелодиями. Критик особенно выделил композиции «Africa», «Make Believe», «I Won't Hold You Back», и «Rosanna», в которой, по его мнению, текст песни сочетается с «энергичным» ритмом, а также ведётся повествование о человеке, страдающем от безнадёжной любви. Он отметил, что Toto IV остаётся лучшим концептуальным альбомом не только в дискографии Toto, но и в истории «блестящей» поп-сцены Лос-Анджелеса начала 80-х.
Роберт Кристгау, в основном, отрицательно оценил Toto IV, хотя отметил профессионализм участников группы, продемонстрированный на пластинке, однако, как считает Кристгау, тексты песен совершенно не запоминаются, а рок-н-рольный стиль и тенденции, представленные здесь, совершенно не идут ни в какое сравнение с Томом Беллом, с которым Billboard сопоставил музыкантов. Но, у коллектива, подражающего группам Chicago, Asia и Doobie Brothers, имеются на пластинке и притягательные моменты — заключил Кристгау.
Обозреватель из Rolling Stone, пишущий под именем Parke Puterbaugh, отметил, что Toto для записи диска использовали самые передовые студийные технологии на тот момент. Он сообщил, что альбом содержит в себе как баллады, так и «гудящие» рок-композиции. Пластинка, по его мнению, характерна своей прочной ритм-секцией, звучанием пианино в стиле госпел, обильными гитарными соло Стива Люкатера, а также «удивительной» работой Стива Поркаро за синтезатором. Как считает обозреватель, Asia оказала большое влияние на создание Toto IV.
Роберт Хильбурн из газеты Los Angeles Times отметил, что в музыке группы не хватает мощи и «дерзости».

## Список композиций
| №   | Название                | Автор(ы)                     | Вокал                        | Длительность |
| --- | ----------------------- | ---------------------------- | ---------------------------- | ------------ |
| 1.  | «Rosanna»               | Дэвид Пейч                   | Стив Люкатер и Бобби Кимболл | 5:31         |
| 2.  | «Make Believe»          | Пейч                         | Кимболл                      | 3:45         |
| 3.  | «I Won't Hold You Back» | Стив Люкатер                 | Люкатер                      | 4:56         |
| 4.  | «Good For You»          | Кимболл, Люкатер             | Кимболл                      | 3:20         |
| 5.  | «It's a Feeling»        | Стив Поркаро                 | Поркаро                      | 3:08         |
| 6.  | «Afraid of Love»        | Люкатер, Пейч, Джефф Поркаро | Люкатер                      | 3:51         |
| 7.  | «Lovers in the Night»   | Пейч                         | Пейч                         | 4:26         |
| 8.  | «We Made It»            | Пейч, Дж.Поркаро             | Кимболл                      | 3:58         |
| 9.  | «Waiting for Your Love» | Кимболл, Пейч                | Кимболл                      | 4:13         |
| 10. | «Africa»                | Пейч, Дж.Поркаро             | Пейч и Кимболл               | 4:57         |

## Позиции в чартах
| Страна         | Место |
| -------------- | ----- |
| Австралия      | 1     |
| Великобритания | 4     |
| Германия       | 12    |
| Италия         | 2     |
| Канада         | 2     |
| Нидерланды     | 1     |
| Новая Зеландия | 9     |
| Норвегия       | 2     |
| США            | 4     |
| Швеция         | 17    |
| Финляндия      | 12    |
| Франция        | 16    |
| Япония         | 152   |

| Страна (1982-1983) | Место |
| ------------------ | ----- |
| Австралия          | 21    |
| Италия             | 15    |
| Канада             | 60    |
| Франция            | 21    |

| Страна                | Статус       |
| --------------------- | ------------ |
| Великобритания (BPI)  | Золотой      |
| Германия (BMVI)       | Платиновый   |
| Гонконг (IFPI HK)     | Золотой      |
| Канада (Music Canada) | 2×Платиновый |
| США (RIAA)            | 3×Платиновый |
| Финляндия (IFPI)      | Золотой      |
| Франция (SNEP)        | Платиновый   |

## В записи участвовали
Toto
- Бобби Кимболл — вокал
- Стив Люкатер — гитара, фортепиано, вокал
- Дэвид Пэйч — аранжировщик, клавишные, вокал,
- Стив Поркаро — клавишные, вокал
- Дэвит Хангейт — бас-гитара, гитара
- Джефф Поркаро — ударные, перкуссия, ксилофон, литавры

А также
- Джеймс Ньютон Ховард — струнные, аранжировщик, дирижёр
- Том Скотт — саксофон
- Ленни Кастро — перкуссия, конго
- Ральф Дайк — синтезатор
- Мартин Форд — струнные
- Гари Грант — труба
- Джерри Хей — труба, аранжировщик
- Джим Хорн — саксофон, звукоинженер
- Том Келли — вокал, бэк-вокал
- Роджер Линн — синтезатор
- Марти Пэйч — струнные, аранжировщик
- Джеймс Пэнкоу — тромбон
- Майк Поркаро — виолончель
- Джо Поркаро — перкуссия, маримба, ксилофон, литавры
- Тимоти Брюс Шмит — вокал
- Эл Шмитт — звукоинженер